# Vauxtin
Vauxtin település Franciaországban, Aisne megyében. Lakosainak száma 44 fő (2022. január 1.). Vauxtin Courcelles-sur-Vesle, Dhuizel és Paars községekkel határos.

## Népesség
A település népessége az elmúlt években az alábbi módon változott:
| Lakosok száma | 37   | 32   | 36   | 51   | 47   | 42   | 39   | 39   | 39   | 44   |
|               | 1968 | 1982 | 1990 | 2006 | 2013 | 2015 | 2017 | 2019 | 2020 | 2022 |